# Kelloggella cardinalis
Kelloggella cardinalis es una especie de peces de la familia de los Gobiidae en el orden de los Perciformes.

## Morfología
Los machos pueden llegar a alcanzar los 2,5 cm de longitud total.

## Alimentación
Come algas y crustáceos.

## Hábitat
Es un pez de mar y, de clima tropical y demersal que vive entre 0-2 m de profundidad.

## Distribución geográfica
Se encuentra en Australia (incluyendo la Isla de Navidad), Fiyi, Guam, el Japón (incluyendo las Islas Ryukyu, Kiribati, las Islas Marshall, Nueva Caledonia, República de Palau, las Filipinas, Samoa, Taiwán, Tonga y Vanuatu.

## Observaciones
Es inofensivo para los humanos,  es capaz de respirar aire cuando se encuentra fuera del agua.